# Fed Cup 2015 Zona Asia/Oceania Gruppo I - Pool A
Il Pool A della Zona Asia/Oceania Gruppo I nella Fed Cup 2015 è uno dei due pool (gironi) in cui è suddiviso il Gruppo I della zona Asia/Oceania. Quattro squadre si sono scontrate nel formato round robin. (vedi anche Pool B)
|   | Pool A              | Giappone (bandiera) | Corea del Sud (bandiera) | Uzbekistan (bandiera) | Hong Kong (bandiera) |
| 1 | Giappone (3-0)      |                     | 3-0                      | 3-0                   | 3-0                  |
| 2 | Corea del Sud (2-1) | 0-3                 |                          | 2-1                   | 3-0                  |
| 3 | Uzbekistan (1-2)    | 0-3                 | 1-2                      |                       | 3-0                  |
| 4 | Hong Kong (0-3)     | 0-3                 | 0-3                      | 0-3                   |                      |

## Primo giorno
| Giappone 3 | Centro Sportivo Olimpico, Guangdong, Cina 4 febbraio 2015 cemento outdoor | Centro Sportivo Olimpico, Guangdong, Cina 4 febbraio 2015 cemento outdoor | Corea del Sud 0 |     |     |  |
| \| \| \| \| 1 \| 2 \| 3 \| \| \| - \| \| ---------------------------------------------------- \| --- \| --- \| --- \| \| \| 1 \| \| Misaki Doi Na-Lae Han \| 3 6 \| 6 1 \| 6 0 \| \| \| 2 \| \| Kurumi Nara Su-Jeong Jang \| 6 2 \| 6 3 \| \| \| \| 3 \| \| Shūko Aoyama / Eri Hozumi Na-Lae Han / Su-Jeong Jang \| 6 4 \| 6 2 \| \| \| |                                                                           |                                                                           |                 |     |     |  |
| |                                                                           |                                                                           | 1               | 2   | 3   |  |
| 1 | Giappone (bandiera) · Corea del Sud (bandiera)                            | Misaki Doi Na-Lae Han                                                     | 3 6             | 6 1 | 6 0 |  |
| 2 | Giappone (bandiera) · Corea del Sud (bandiera)                            | Kurumi Nara Su-Jeong Jang                                                 | 6 2             | 6 3 |     |  |
| 3 | Giappone (bandiera) · Corea del Sud (bandiera)                            | Shūko Aoyama / Eri Hozumi Na-Lae Han / Su-Jeong Jang                      | 6 4             | 6 2 |     |  |

| Uzbekistan 3 | Centro Sportivo Olimpico, Guangdong, Cina 4 febbraio 2015 cemento outdoor | Centro Sportivo Olimpico, Guangdong, Cina 4 febbraio 2015 cemento outdoor | Hong Kong 0 |      |     |  |
| \| \| \| \| 1 \| 2 \| 3 \| \| \| - \| \| ---------------------------------------------------------- \| ---- \| ---- \| --- \| \| \| 1 \| \| Akgul Amanmuradova Ho Ching Wu \| 7 5 \| 6 4 \| \| \| \| 2 \| \| Nigina Abduraimova Ling Zhang \| 7 63 \| 7 63 \| \| \| \| 3 \| \| Arina Folts / Sabina Šaripova Man Ying Ng / Chun-Wing Sher \| 6 3 \| 62 7 \| 6 4 \| \| |                                                                           |                                                                           |             |      |     |  |
| |                                                                           |                                                                           | 1           | 2    | 3   |  |
| 1 | Uzbekistan (bandiera) · Hong Kong (bandiera)                              | Akgul Amanmuradova Ho Ching Wu                                            | 7 5         | 6 4  |     |  |
| 2 | Uzbekistan (bandiera) · Hong Kong (bandiera)                              | Nigina Abduraimova Ling Zhang                                             | 7 63        | 7 63 |     |  |
| 3 | Uzbekistan (bandiera) · Hong Kong (bandiera)                              | Arina Folts / Sabina Šaripova Man Ying Ng / Chun-Wing Sher                | 6 3         | 62 7 | 6 4 |  |

## Secondo giorno
| Giappone 3 | Centro Sportivo Olimpico, Guangdong, Cina 5 febbraio 2015 cemento outdoor | Centro Sportivo Olimpico, Guangdong, Cina 5 febbraio 2015 cemento outdoor | Hong Kong 0 |      |   |  |
| \| \| \| \| 1 \| 2 \| 3 \| \| \| - \| \| ------------------------------------------------------ \| --- \| ---- \| - \| \| \| 1 \| \| Eri Hozumi Ho Ching Wu \| 6 1 \| 6 4 \| \| \| \| 2 \| \| Misaki Doi Ling Zhang \| 6 1 \| 7 62 \| \| \| \| 3 \| \| Shūko Aoyama / Eri Hozumi Man Ying Ng / Chun-Wing Sher \| 6 1 \| 6 2 \| \| \| |                                                                           |                                                                           |             |      |   |  |
| |                                                                           |                                                                           | 1           | 2    | 3 |  |
| 1 | Giappone (bandiera) · Hong Kong (bandiera)                                | Eri Hozumi Ho Ching Wu                                                    | 6 1         | 6 4  |   |  |
| 2 | Giappone (bandiera) · Hong Kong (bandiera)                                | Misaki Doi Ling Zhang                                                     | 6 1         | 7 62 |   |  |
| 3 | Giappone (bandiera) · Hong Kong (bandiera)                                | Shūko Aoyama / Eri Hozumi Man Ying Ng / Chun-Wing Sher                    | 6 1         | 6 2  |   |  |

| Uzbekistan 1 | Centro Sportivo Olimpico, Guangdong, Cina 5 febbraio 2015 cemento outdoor | Centro Sportivo Olimpico, Guangdong, Cina 5 febbraio 2015 cemento outdoor | Corea del Sud 2 |      |     |  |
| \| \| \| \| 1 \| 2 \| 3 \| \| \| - \| \| ------------------------------------------------------------------ \| --- \| ---- \| --- \| \| \| 1 \| \| Sabina Šaripova Na-Lae Han \| 1 6 \| 7 62 \| 2 6 \| \| \| 2 \| \| Nigina Abduraimova Su-Jeong Jang \| 6 4 \| 2 6 \| 6 4 \| \| \| 3 \| \| Nigina Abduraimova / Akgul Amanmuradova Na-Lae Han / Su-Jeong Jang \| 3 6 \| 2 6 \| \| \| |                                                                           |                                                                           |                 |      |     |  |
| |                                                                           |                                                                           | 1               | 2    | 3   |  |
| 1 | Uzbekistan (bandiera) · Corea del Sud (bandiera)                          | Sabina Šaripova Na-Lae Han                                                | 1 6             | 7 62 | 2 6 |  |
| 2 | Uzbekistan (bandiera) · Corea del Sud (bandiera)                          | Nigina Abduraimova Su-Jeong Jang                                          | 6 4             | 2 6  | 6 4 |  |
| 3 | Uzbekistan (bandiera) · Corea del Sud (bandiera)                          | Nigina Abduraimova / Akgul Amanmuradova Na-Lae Han / Su-Jeong Jang        | 3 6             | 2 6  |     |  |

## Terzo giorno
| Giappone 3 | Centro Sportivo Olimpico, Guangdong, Cina 6 febbraio 2015 cemento outdoor | Centro Sportivo Olimpico, Guangdong, Cina 6 febbraio 2015 cemento outdoor | Uzbekistan 0 |     |     |  |
| \| \| \| \| 1 \| 2 \| 3 \| \| \| - \| \| ------------------------------------------------------- \| --- \| --- \| --- \| \| \| 1 \| \| Eri Hozumi Akgul Amanmuradova \| 6 3 \| 6 3 \| \| \| \| 2 \| \| Misaki Doi Nigina Abduraimova \| 2 6 \| 6 0 \| 6 3 \| \| \| 3 \| \| Shūko Aoyama / Eri Hozumi Arina Folts / Sabina Šaripova \| 6 4 \| 6 4 \| \| \| |                                                                           |                                                                           |              |     |     |  |
| |                                                                           |                                                                           | 1            | 2   | 3   |  |
| 1 | Giappone (bandiera) · Uzbekistan (bandiera)                               | Eri Hozumi Akgul Amanmuradova                                             | 6 3          | 6 3 |     |  |
| 2 | Giappone (bandiera) · Uzbekistan (bandiera)                               | Misaki Doi Nigina Abduraimova                                             | 2 6          | 6 0 | 6 3 |  |
| 3 | Giappone (bandiera) · Uzbekistan (bandiera)                               | Shūko Aoyama / Eri Hozumi Arina Folts / Sabina Šaripova                   | 6 4          | 6 4 |     |  |

| Hong Kong 0 | Centro Sportivo Olimpico, Guangdong, Cina 6 febbraio 2015 cemento outdoor | Centro Sportivo Olimpico, Guangdong, Cina 6 febbraio 2015 cemento outdoor | Corea del Sud 3 |     |     |  |
| \| \| \| \| 1 \| 2 \| 3 \| \| \| - \| \| ---------------------------------------------------- \| --- \| --- \| --- \| \| \| 1 \| \| Ho Ching Wu Na-Lae Han \| 3 6 \| 5 7 \| \| \| \| 2 \| \| Ling Zhang Su-Jeong Jang \| 6 2 \| 4 6 \| 2 6 \| \| \| 3 \| \| Man Ying Ng / Chun-Wing Sher Ji-Hee Choi / So-Ra Lee \| 3 6 \| 2 6 \| \| \| |                                                                           |                                                                           |                 |     |     |  |
| |                                                                           |                                                                           | 1               | 2   | 3   |  |
| 1 | Hong Kong (bandiera) · Corea del Sud (bandiera)                           | Ho Ching Wu Na-Lae Han                                                    | 3 6             | 5 7 |     |  |
| 2 | Hong Kong (bandiera) · Corea del Sud (bandiera)                           | Ling Zhang Su-Jeong Jang                                                  | 6 2             | 4 6 | 2 6 |  |
| 3 | Hong Kong (bandiera) · Corea del Sud (bandiera)                           | Man Ying Ng / Chun-Wing Sher Ji-Hee Choi / So-Ra Lee                      | 3 6             | 2 6 |     |  |

## Verdetti
- Giappone ammesso allo spareggio contro la prima del Pool B per un posto agli spareggi per il Gruppo Mondiale II.